# Blohm & Voss Bv 222
Blohm & Voss Bv 222 (nieoficjalna nazwa Wiking) – niemiecka łódź latająca firmy Blohm & Voss z okresu II wojny światowej. Wolnonośny, sześciosilnikowy grzbietopłat o całkowicie metalowej konstrukcji.
Powstał na zlecenie Lufthansy z 1937 jako cywilny samolot pasażerski, zdolny do przewozu na trasach transatlantyckich 24 pasażerów podczas lotu dziennego lub 16 pasażerów podczas lotu nocnego. Prace nad prototypem – rozpoczęte w sierpniu 1938 – zostały przerwane w związku z przygotowaniami do wybuchu wojny i koniecznością skupienia się nad produkowaną już seryjnie łodzią latającą BV 138. W sierpniu 1940 zakończono budowę pierwszego prototypu, który swój pierwszy lot wykonał 7 września 1940. Zgodnie z przewidywaniami został przejęty na potrzeby Luftwaffe i dostosowany do transportu sprzętu wojskowego. Do zakończenia wojny wybudowano 13 egzemplarzy samolotu (wszystkie o statusie prototypu, różniące się silnikami, uzbrojeniem i innym wyposażeniem); ostatni z nich został oblatany w kwietniu 1944.

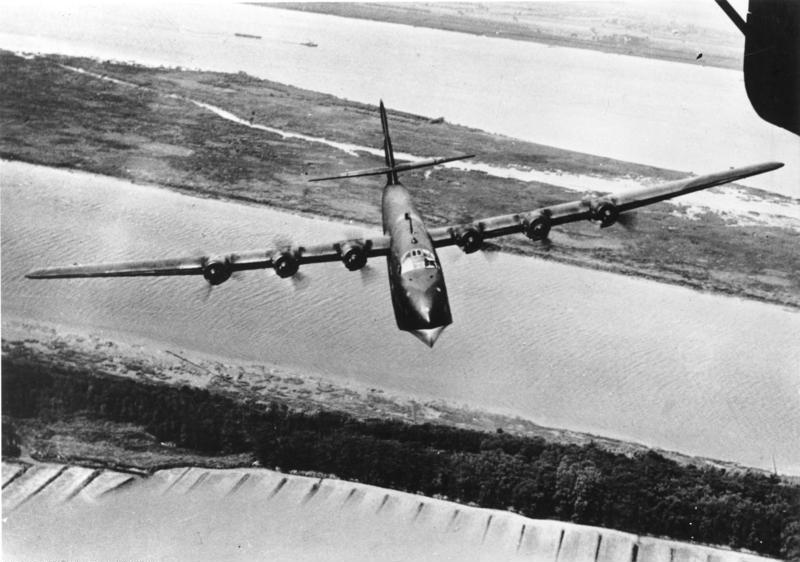
Blohm & Voss BV 222 podczas lotu

## Zastosowanie bojowe

Silnik Bramo 323 eksponowany w MLP w Krakowie

Samoloty BV 222 były intensywnie wykorzystywane do celów transportowych w 222. Dywizjonie Transportu Powietrznego (morskiego) (Lufttransportstaffel 222) między Włochami i Afryką Północną i a później w 129. Grupie Rozpoznania Morskiego (1. (Fern/See) Aufklärungsgruppe 129) w Biscarrosse, skąd wykonywały loty rozpoznawcze nad Atlantykiem i Zatoką Biskajską. BV 222 V1 przewoził m.in. zaopatrzenie z Niemiec do Norwegii i z Grecji dla Afrika Korps, w drodze powrotnej zabierały rannych żołnierzy (W okresie od 16 października do 6 listopada 1941 trasę tę pokonał w sumie siedemnaście razy, przywożąc do Afryki 30 000 kg zaopatrzenia i 515 rannych do Grecji. Ponieważ BV 222 początkowo był nieuzbrojony (uzbrojenie otrzymał zimą 1941/1942), podczas lotów eskortowały go dwa Me Bf 110. Pierwszy prototyp uległ zniszczeniu 1 lutego 1943 po zderzeniu podczas wodowania z wrakiem okrętu w porcie w Pireusie.
W lipcu 1944 załoga drugiego prototypu, BV 222 V2, uzbrojonego tak jak wcześniej BV 222 V1, uczestniczyła w akcji pomocy załodze tajnej bazy meteorologicznej położonej za kręgiem polarnym na Ziemi Aleksandry (archipelag Ziemia Franciszka Józefa w północno-zachodniej części Morza Barentsa). Większość jej personelu poważnie zachorowała po zarażeniu włośnicą spowodowanym jedzeniem niedźwiedziego mięsa. Do wykonania zadania wyznaczono samolot Focke-Wulf Fw 200, zaś BV 222 V2 przebazowany do północnej Norwegii z francuskiego portu Biscarrosse miał zapewnić dodatkowe wsparcie. Podczas lądowania w trudnym terenie podwozie Focke-Wulfa uległo uszkodzeniu. Koniecznością stało się wysłanie łodzi latającej BV222 z częściami zamiennymi, sprzętem naprawczym i noszami potrzebnymi do przetransportowania chorych. Mimo kolejnych perturbacji akcja zakończyła się sukcesem. Do zakończenia wojny samolot wykonywał loty patrolowe z baz norweskich; został później zniszczony przez Brytyjczyków w Trondheim.
BV 222 V3, przekazany lotnictwu w grudniu 1941, wykonywał początkowo loty transportowe z Włoch do Libii, następnie został przebazowany do Biscarosse i dostosowany do dalekich lotów rozpoznawczych nad Atlantykiem, między innymi przez zainstalowanie radaru FuG 200 Hohentwiel. Uległ zniszczeniu podczas bombardowania pod koniec czerwca 1943. Samolot V4 (w służbie od kwietnia 1942) wykorzystywany był do lotów patrolowych. W październiku 1942 jego załoga zdołała zestrzelić brytyjski bombowiec Avro Lancaster. Najprawdopodobniej ta łódź latająca została zatopiona przez załogę w Kilonii po zawieszeniu broni. V5 został zniszczony wraz z V3 podczas nalotu samolotów brytyjskich w czerwcu 1943 w Biscarosse, szósty – zestrzelony w listopadzie 1942 nad Morzem Śródziemnym przez brytyjskie samoloty Bristol Beaufighter. Pozostałe samoloty miały podobną służbę, utracono je w wyniku akcji nieprzyjaciela lub zostały zniszczone przez własne załogi pod koniec wojny.
Prototypy V7, V9-V13 zostały wyposażone w silniki Jumo 207C (680 KM).
Trzy ostatnie wyprodukowane maszyny (V11-V13) dostały się w ręce Aliantów; zostały złomowane po okresie intensywnych testów.